# Lozzi
Lozzi ist eine französische Gemeinde mit 110 Einwohnern (Stand 1. Januar 2022) im Département Haute-Corse auf der Mittelmeerinsel Korsika. Sie gehört zum Arrondissement Corte und zum Kanton Golo-Morosaglia.

## Geografie
Der Ortskern befindet sich auf 1044 m über Meer im Gebiet Niolu nahe dem etwas größeren Ort Calacuccia, der im Tal des Flusses Golo liegt. Östlich der Gemeinde liegt die Stadt Corte; allerdings fehlt eine direkte Straßenverbindung dorthin.
Das Gemeindegebiet liegt zwischen 817 und 2710 m über Meer; damit ist Lozzi die höchstgelegene Gemeinde Korsikas. Außerdem zählt der Gipfel des höchsten Berges Korsikas, der Monte Cintu (sprich: Tchinn-Tou), mit 2710 m Höhe zur Gemeinde. Im Gemeindegebiet entspringt auch auf 2300 m Höhe der Fluss Ercu, und zwar aus dem See Lac du Cinto.
Das Bergdorf besteht aus den drei Weilern L’Acquale, Lozzi und Poggio (korsisch: U Poghju). Der Weiler Lozzi gab der Gemeinde ihren Namen, obwohl es der kleinste der Weiler ist.
Lozzi grenzt im Westen an Corscia, im Südwesten an Calacuccia, im Südosten und Osten an Albertacce und im Nordosten an Asco. Man erreicht den Ort mit dem Auto über die Departementsstraße D 218.

## Bevölkerung
Trotz seiner hohen Lage war das Dorf früher gut bevölkert. Vor allem durch die Verluste im Ersten Weltkrieg sank die Bevölkerungszahl jedoch. So starben im Ersten Weltkrieg 76 Einheimische an der Front. Die danach gestiegene Geburtenrate konnte diesen Schwund teilweise kompensieren. 1938 zählte man stolze 1165 Einwohner.

### Bevölkerungsentwicklung
| Jahr      | 1962 | 1968 | 1975 | 1982 | 1990 | 1999 | 2009 | 2016 |
| Einwohner | 337  | 348  | 247  | 230  | 136  | 132  | 126  | 121  |

### Sprache
Wie auf ganz Korsika wird auch in Lozzi teilweise noch korsisch gesprochen.

## Geschichte
Das Dorf in seiner heutigen Form entstand Ende des 17. Jahrhunderts. Früher gab es noch andere Weiler, die im Mittelalter die heutige Gemeinde Lozzi bezüglich der Größe sogar noch übertrafen. Sie sind heute aber gänzlich verschwunden. Die lokalen Chroniken berichten von einem Dorf am linken Ufer des Ercu, nahe der Brücke von Santa-Lucia sowie von einem Weiler San-Martinu, der nahe beim heutigen Kriegerdenkmal gelegen haben muss.
Der designierte Doge von Genua, Nicolò Doria, hatte im 16. Jahrhundert nämlich die Zerstörung aller Häuser und die Deportation aller Bewohner von Niolu angeordnet. Letztlich konnten viele Bewohner zurückkehren, jedoch siedelten sie sich nicht in ihren alten Dörfern an. Heute führt die Brücke von Santa-Lucia ins Abseits, nur die Reste der ehemaligen Weiler am Ercu deuten an, dass dieser Weg früher von Bedeutung war.
1753 war der Dorfbewohner Barretta Vechja an der Ermordung des Général de la nation Ghujvan Petru Gaffori beteiligt. Als er verfolgt wurde, flüchtete er in das Niolu-Gebiet. In der Folge kam es 1754 zu einer Vergeltungsaktion durch Pascal Paoli, welche fünf Tote und zehn Verletzte im Dorf forderte.
1769 nach der Schlacht bei Ponte Novu wohnte Maria Letizia Ramolino zwei Monate lang in L’Acquale. Sie war schwanger mit Napoleon Bonaparte.
Nach dem Aufstand der Region Niolu gegen die französischen Truppen wurden am 23. Juni 1774 elf Rebellen erhängt.
1906 scheiterte der Versuch, eine eigene Gemeinde aus dem Weiler Poggio zu bilden, an der heftigen Reaktion der Bevölkerung.

## Sehenswürdigkeiten

### Naturdenkmäler
- Der Monte Cintu, mit 2706 m der höchste Berg Korsikas
- Der Gipfel Capu Pardatu (2586 m)
- Der See Lac du Cintu (2300 m, Quelle des Ercu)
- Die Sicht von der Berghütte Ercu (1600 m)
- Der Flusslauf des Ercu
- Die Kastanienwälder

### Bauwerke
- Der Palazzu mit Kapelle, erbaut 1735. Der Palast diente Letizia Bonaparte während ihres Aufenthaltes als Wohnsitz.
- Die Kirche Saint Jacques le Majeur
- Das älteste Haus, erbaut 1696 im Dorfteil L’Acquale
- Der Weiler Poggio
- Die alten Brücken über den Fluss Ercu

## Wirtschaft
Auf dem Gemeindegebiet gelten kontrollierte Herkunftsbezeichnungen (AOC) für Brocciu, Honig (Miel de Corse – Mele di Corsica), Olivenöl (Huile d’olive de Corse – Oliu di Corsica) und Kastanienmehl (Farine de châtaigne corse – Farina castagnina corsa) sowie geschützte geographische Angaben (IGP) für Wein (Ile de Beauté blanc, rosé oder rouge und Méditerranée blanc, rosé und rouge).

## Persönlichkeiten
- Max Simeoni (1929–2023), Arzt und Politiker